# Gretel Bergmannová
Gretel Bergmannová, celým jménem Margaret Bergmannová-Lambertová (12. dubna 1914 Laupheim – 25. července 2017 New York) byla německá atletka židovského původu.
Pocházela z rodiny zámožného výrobce paruk. Od roku 1930 závodila za klub SSV Ulm a stala se jednou z nejlepších německých výškařek. V roce 1933 byla z rasových důvodů z klubu vyloučena a od roku 1934 žila ve Velké Británii, kde vyhrála AAA Championships. Před olympiádou 1936 v Berlíně byla povolána do německé reprezentace; v červnu 1936 vytvořila německý národní rekord ve skoku vysokém výkonem 160 cm, který však nebyl zapsán do rekordních tabulek (uznán byl až v roce 2009) a místo Bergmannové se do olympijské nominace dostala Dora Ratjenová, muž v ženském převleku. Německé výškařky pak obsadily v domácím prostředí třetí a čtvrté místo. Neúčast Bergmannové je vysvětlována tím, že nacistický režim původně v obavách z mezinárodního bojkotu her slíbil, že umožní židovským sportovcům účast, na poslední chvíli však většinu z nich z týmu vyřadil s odvoláním na zdravotní potíže nebo pokles formy.
V roce 1937 se Bergmannová vystěhovala do USA, kde vyhrála národní šampionát ve skoku do výšky a vrhu koulí. Po svatbě s lékařem Bruno Lambertem ukončila sportovní činnost a v roce 1942 získala americké občanství. Byla uvedena do Mezinárodní síně slávy židovského sportu a do Síně slávy německého sportu, její jméno nese sportovní hala ve Wilmersdorfu, o její neúčasti na olympiádě byl natočen film Berlin 36, v němž hrála hlavní roli Karoline Herfurthová.